# Немига (станция метро)
«Неми́га» (бел. Нямі́га) — станция Автозаводской линии Минского метрополитена, открыта 31 декабря 1990 года в составе первого участка второй линии Минского метрополитена.

## История
Станция открыта 31 декабря 1990 года, в составе первого пускового участка Автозаводской линии. Архитекторы станции — Юрий Градов и Леонид Левин, художник — Леонид Хоботов.
Работам по непосредственному возведению станционного комплекса предшествовали, а позже сопутствовали продолжительные археологические раскопки, проводившиеся в 1984—1986 годах. Первоначально котлован метровокзала и перегонные тоннели должны были и вовсе задеть непосредственно участок, где, окруженный валом и стенами, стоял когда-то деревянный Минский замок.
При строительстве станции решались сложные археологические, инженерные и градостроительные задачи. В первую очередь необходимо было сохранить исторический подземный слой культурного наследия, который веками создавался в этом районе Минска. Исторические постройки возле вокзала также имеют большое значение. С учётом этих условий были найдены нестандартные конструктивные решения по расположению технических помещений станции, усилению фундаментов существующих зданий и защите от вибрации памятников архитектуры.

## Расположение
Станция расположена в историческом центре города и названа по имени реки Немиги, с которой связано первое летописное упоминание Минска, и одноимённой улицы. Рядом расположены старинные районы города — Верхний город, Троицкое предместье, Раковское предместье. Здесь стоят воссозданная по чертежам XVIII века минская ратуша, Свято-Духов собор, Костёл Святой Девы Марии и старейшее уцелевшее здание Минска — Свято-Петропавловский собор, построенный в 1613 году. До строительства метро на месте станции проводились археологические раскопки.

## Выходы
Выходы «Немиги» ведут через подземные переходы к проспекту Победителей, площади 8 Марта и улице Максима Богдановича. Неподалёку от станции находится Большой театр оперы и балета.

## Происшествия
30 мая 1999 года на выходе из метро в сторону проспекта Машерова (ныне проспект Победителей) произошла давка, в результате которой погибли 53 человека и более 250 получили ранения. 8 июля на месте трагедии открыли мемориал погибшим.
8 января 2022 года в 3 часа ночи произошёл обвал пешеходной части путепровода, что привело к закрытию одного из выходов станции. 10 февраля выход был вновь открыт.

## Галерея

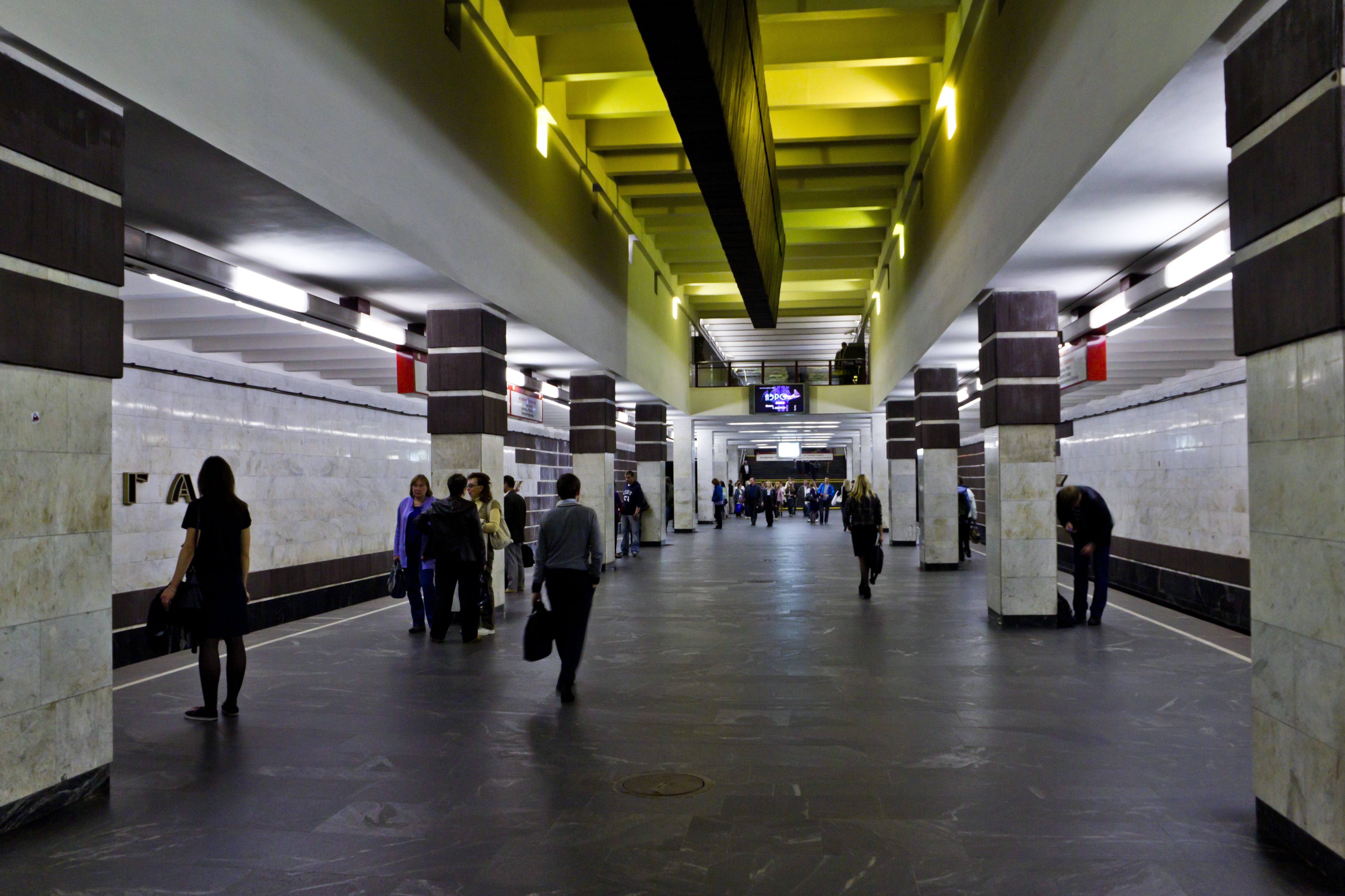
Платформа станции
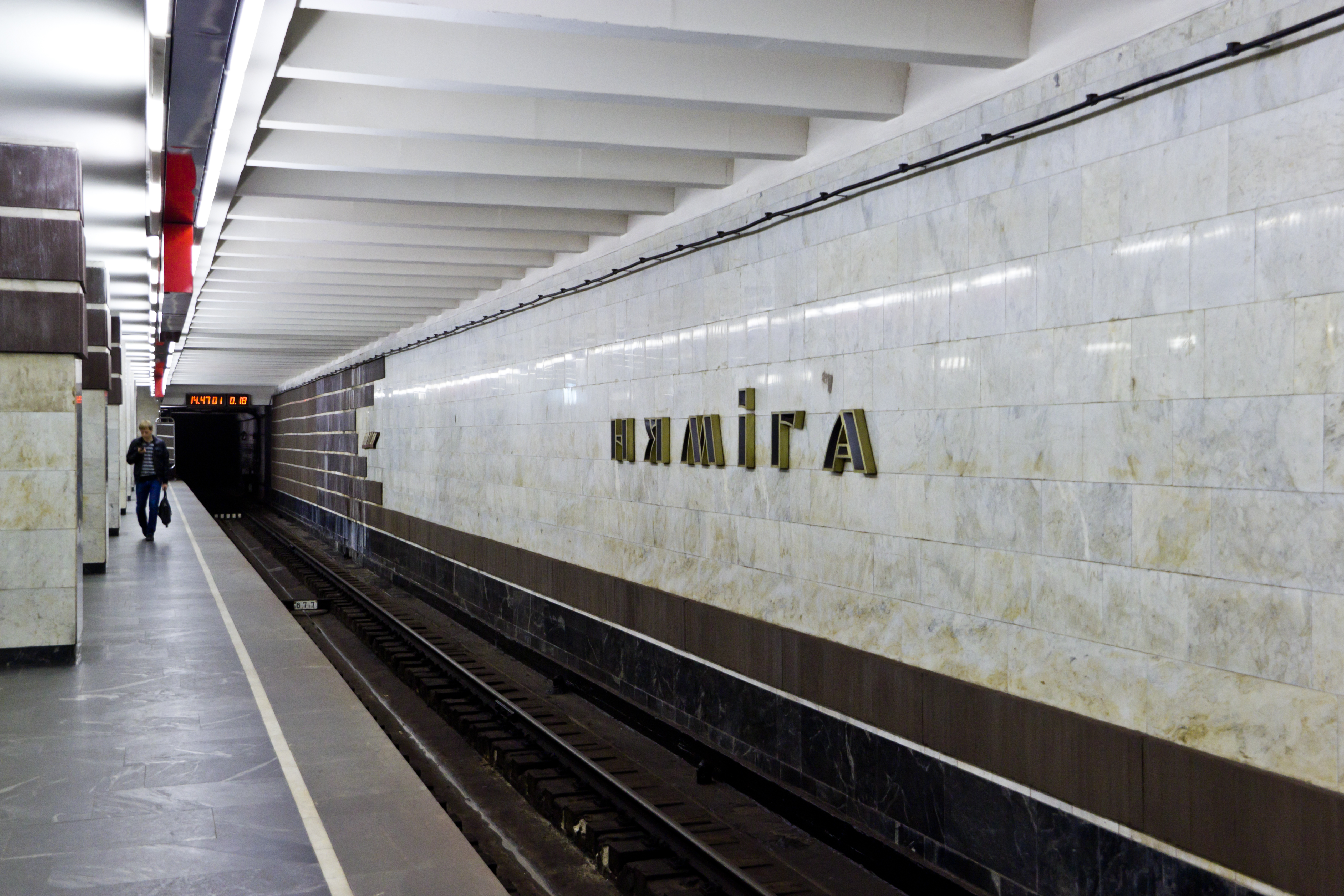
Путь в сторону «Фрунзенской»
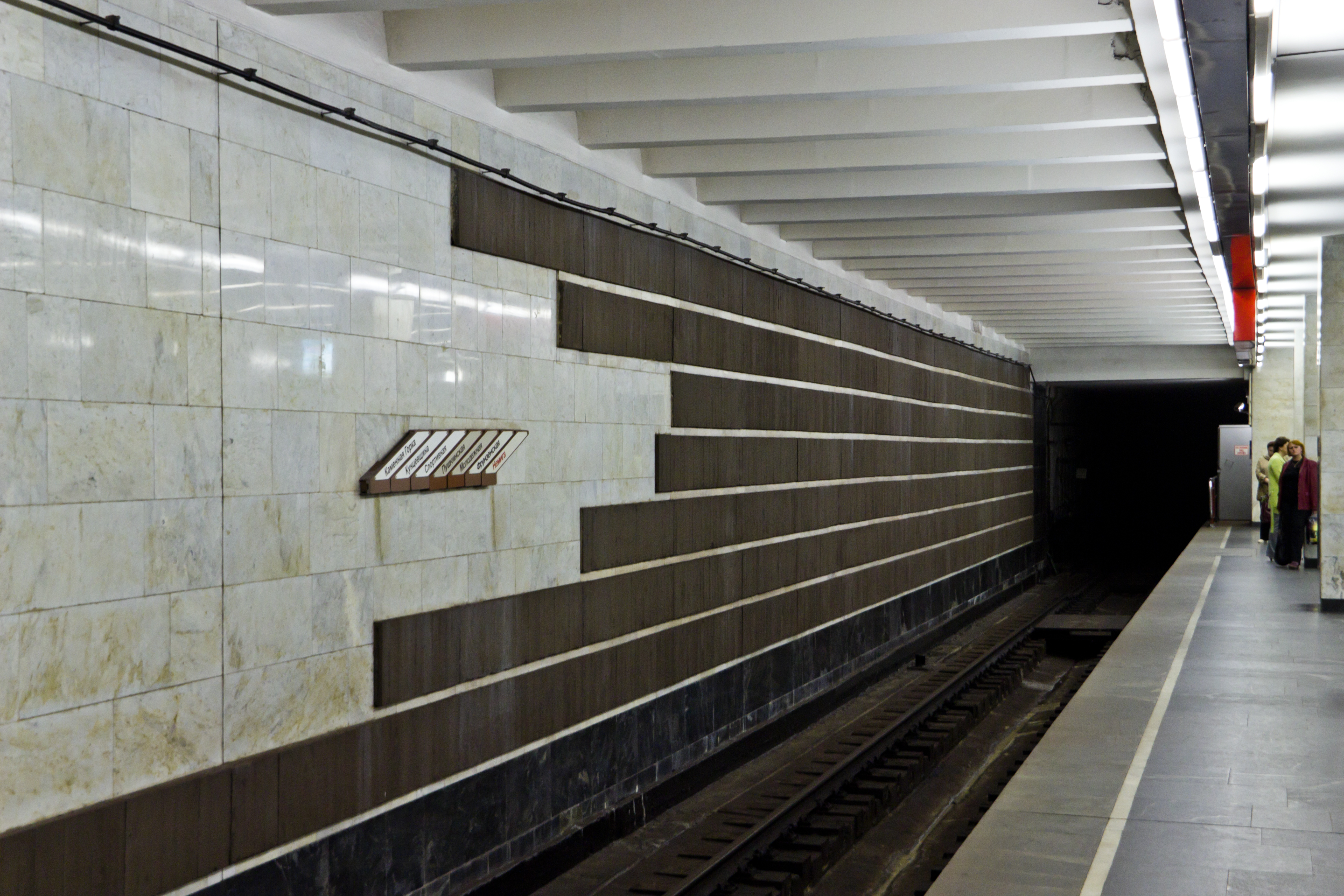
Путь со стороны «Купаловской»
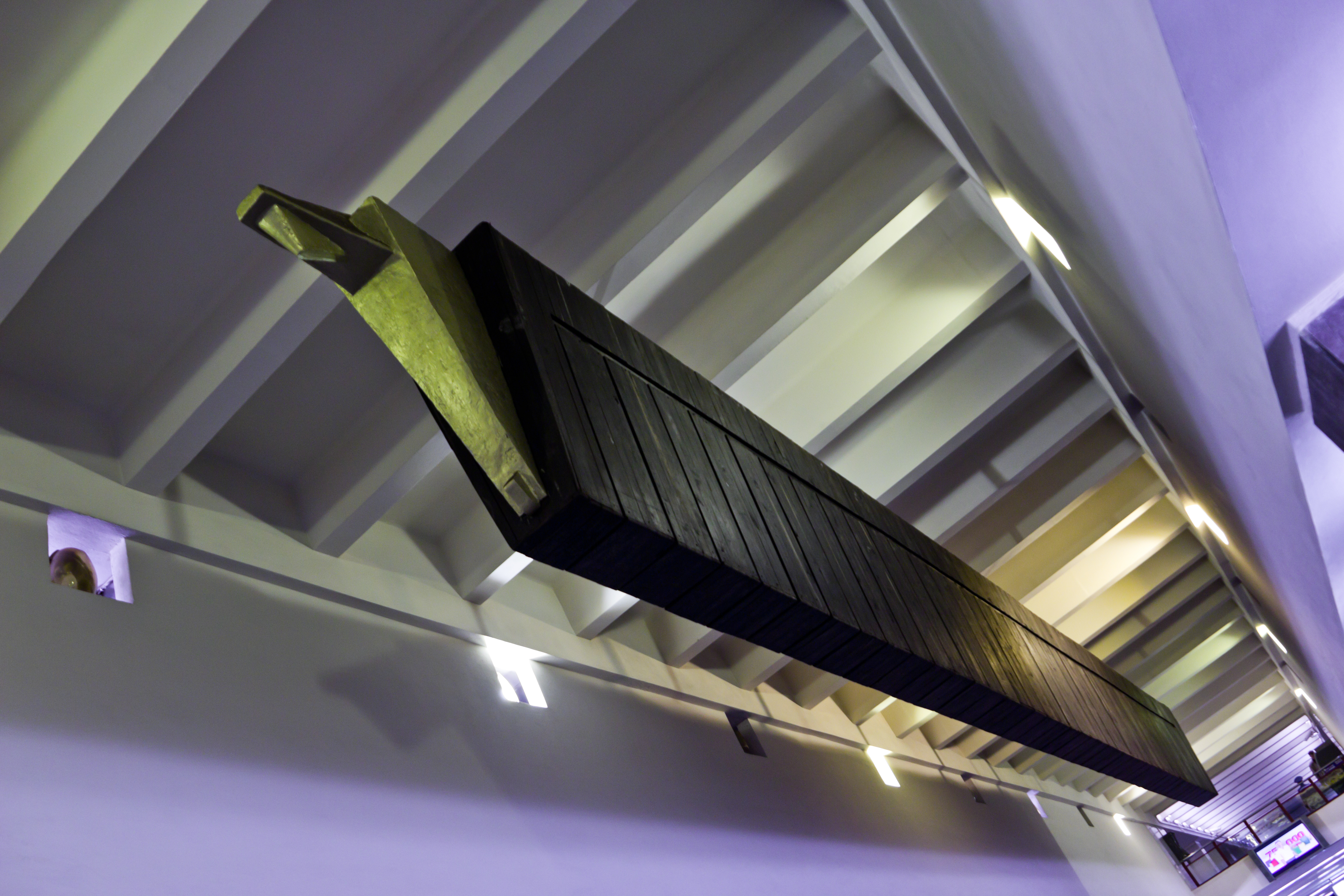
Стилизованная ладья под потолком станции
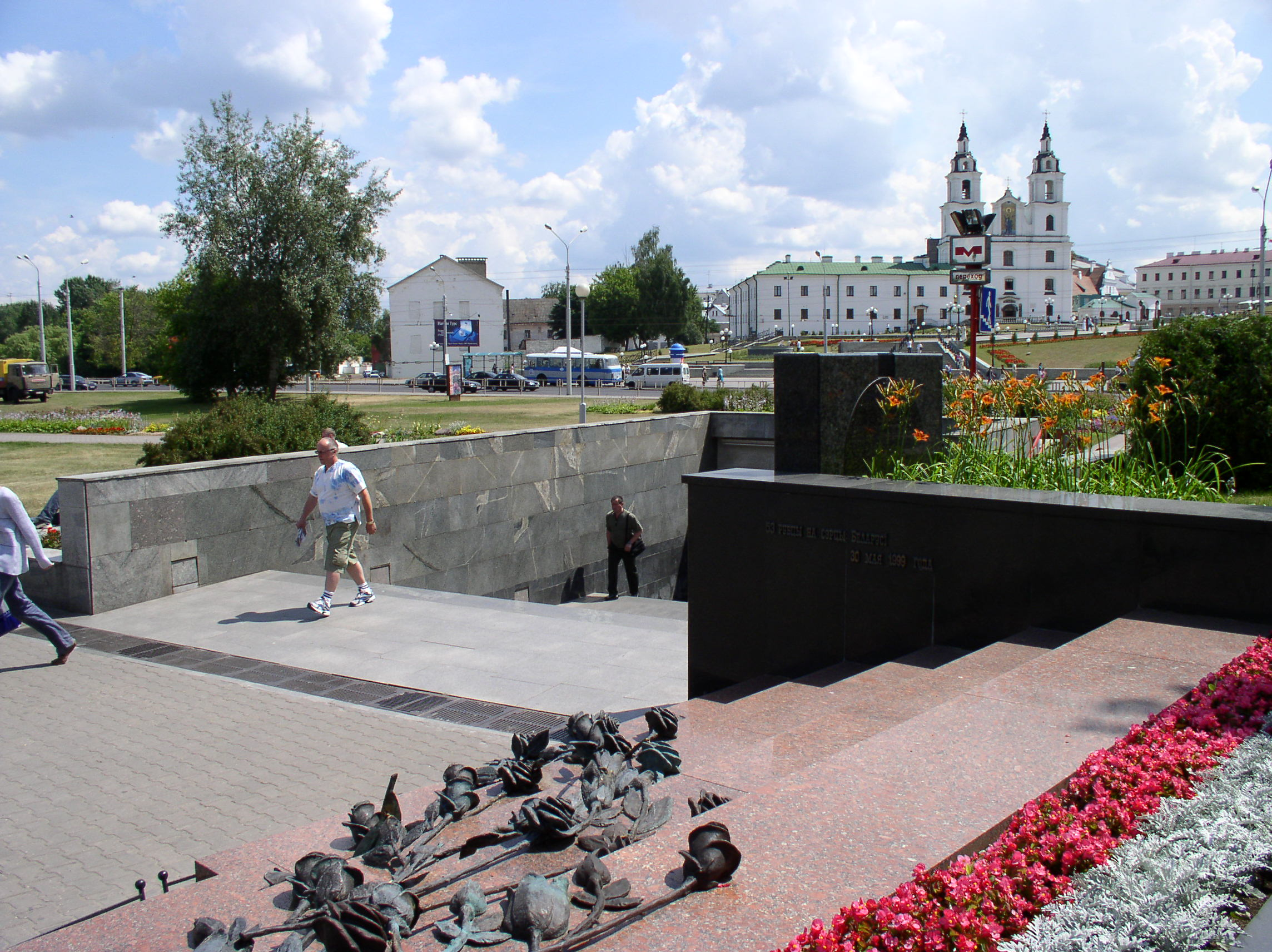
Памятник погибшим при входе на станцию